# 友谊商店
友谊商店是中国大陆的一个国营商店品牌，成立于1958年。
由於早期仅限服务于外宾、外交官和其他政府官员，販賣各種歐美质优商品的特殊供应和市面上稀缺的商品，也因此而一度成为“特權階級”的象征。20世纪90年代后，各友谊商店转型为一般的百货商场并向公众开放，与一般的高档百货商场无异。在市场经济的影响和冲击下，只有北京、天津、上海和广州等主要大城市的友谊商店经过所有权改革而得以继续经营，大多地方的同名商店因政策性破产或者被同业兼并而结束营业。

## 概况

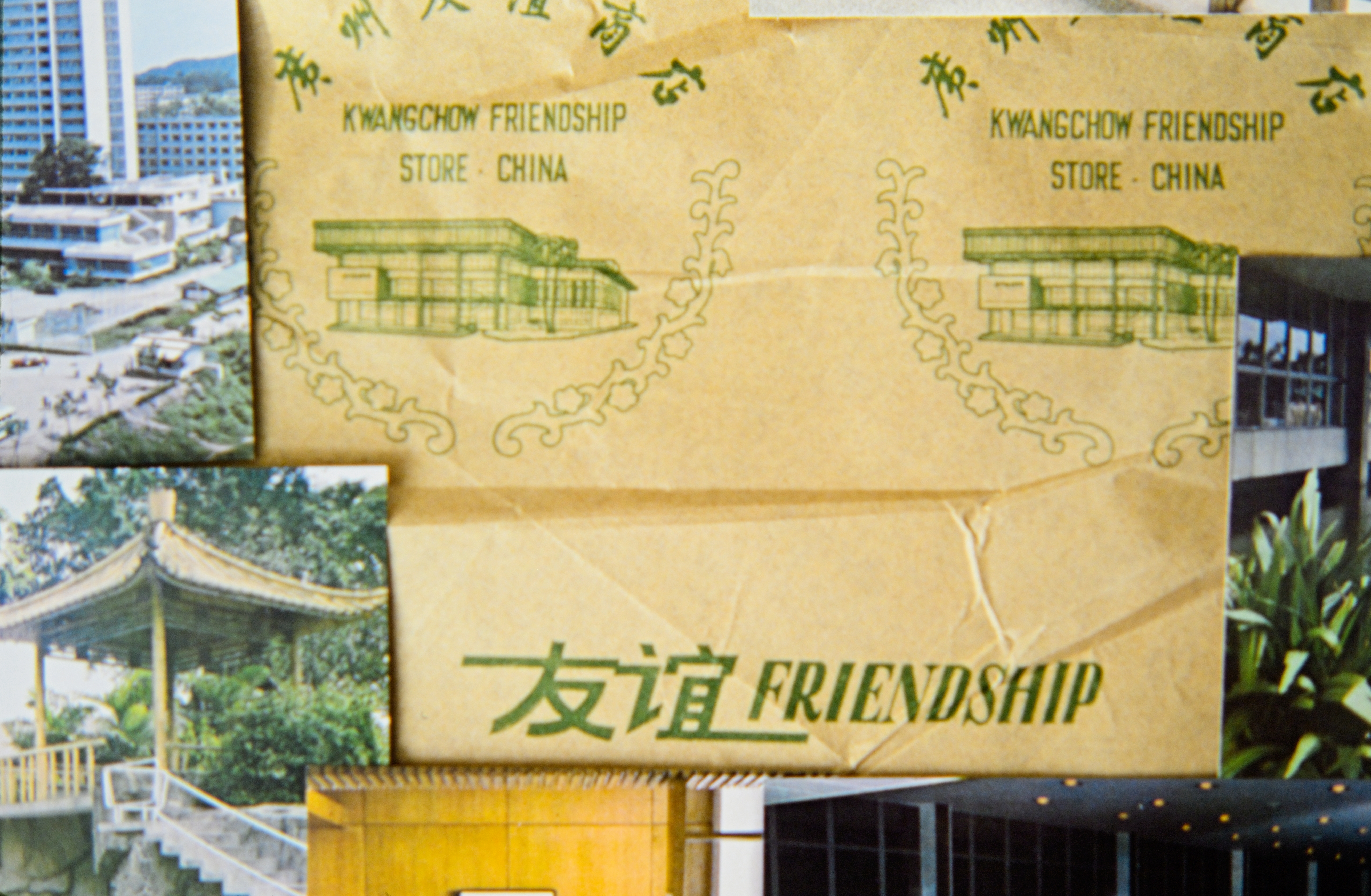
1982年的广州友谊商店

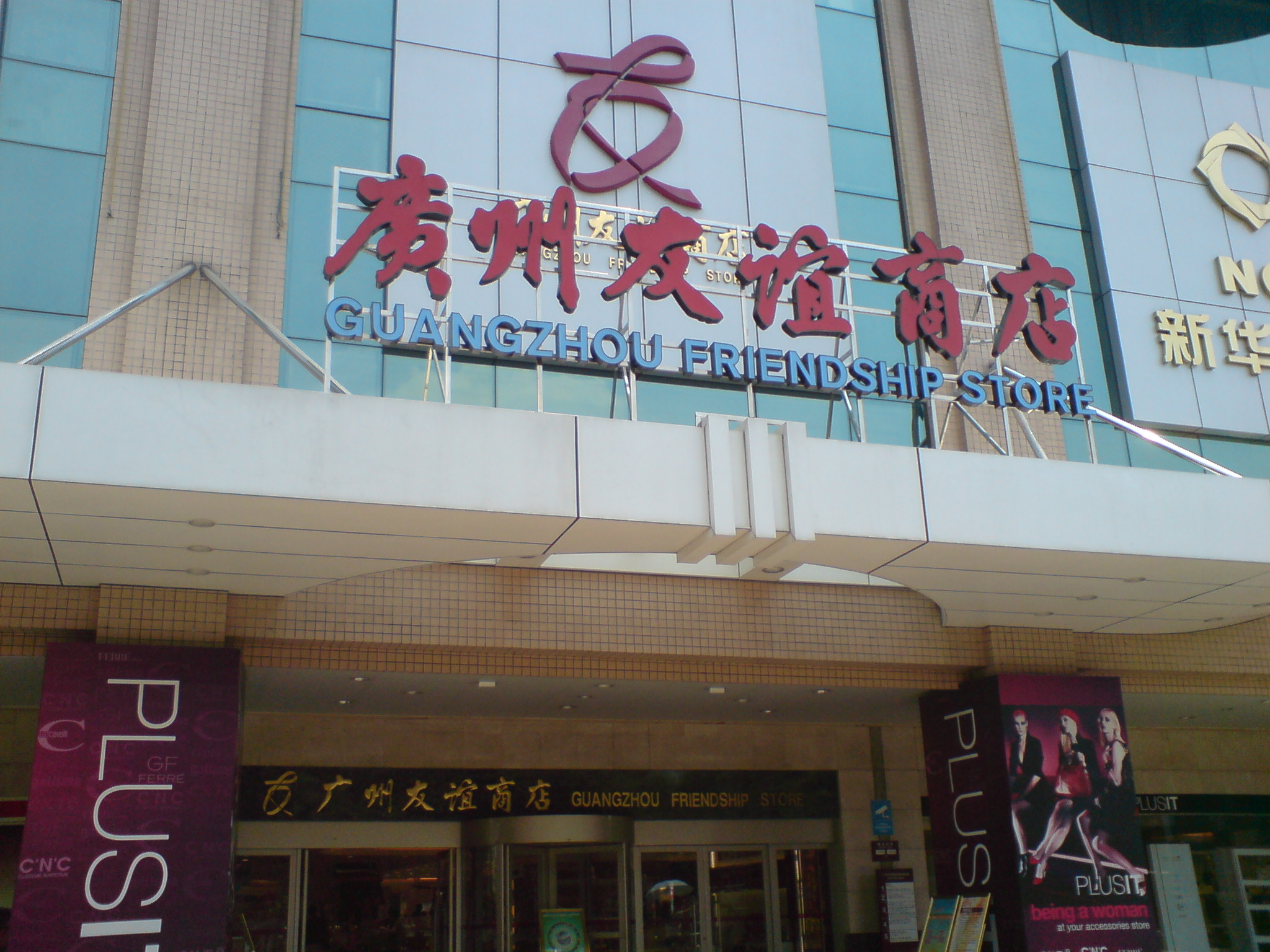
广州友谊商店时代广场分店

1951年5月，北京、天津、上海、廣州和沈陽5個城市建立了許多高級消費品商店，提供稀缺，緊備和質優商品的特殊供應。比如。1952年10月，上海大廈底層開設「上海國際友人服務部」，當時這個商店規模並不大，很少有人知曉。
50年代中期起，由於歐州國家的交往日漸頻繁，為了滿足外賓不斷擴大的購物需求，該商店進行轉型，在上海南京東路345號東海大廈開設「上海友誼商店」，1958年2月26日起試營業。這是一家是專為外賓、僑民和首長幹部服務的綜合性商店，主要供應名特產和市場緊俏的食品、日用品以及進口商品。
1964年，「北京友誼商店」在東華門大街25號開業，當時友誼商店最為獨特是主要服務的是外國來訪者或僑民。友誼商店的口號就是：「市面上有的商品，我們這裡要最好；市面上缺的商品，我們必須有；外國時興的，我們也得有！」，因為評價良好，在廣州也開張新的分店。
1970年代后期，中華人民共和國政府实行对外开放政策，并于中国大陆境内的各个主要大城市开设“友谊商店”，作为中国内地在对外贸易方面的友谊之象征。商店售卖从西方國家进口的商品，例如花生酱和好时巧克力，以及中国大陆的工艺品。价格要比产地的市价高很多，但由于友谊商店垄断售卖进口货，顾客别无选择。在政治约束力影响下，开店伊始的友谊商店仅接受使用外汇兑换券来进行商品支付。货品包括未被审查的西方读物如《纽约时报》，所以守卫会阻止任何貌似本國居民的人进入商店。而在門口則時常有路人駐足圍觀，並且由外往內、窥看商店里到底卖什么货品。

## 分布

### 北京/天津
| 所属企业                 | 店名                   | 地址                             | 备注   |
| ------------------------ | ---------------------- | -------------------------------- | ------ |
| 北京友谊商店股份有限公司 | 北京友谊商店           | 北京市建国门外大街17号           | 营业中 |
| 天津一商友谊股份有限公司 | 天津一商友谊商厦       | 天津市友谊路21号                 | 营业中 |
| 天津一商友谊股份有限公司 | 天津一商友谊名都       | 天津市黄海路19号                 | 营业中 |
| 天津一商友谊股份有限公司 | 天津一商友谊市民百货   | 天津市新城西路                   | 营业中 |
| 天津一商友谊股份有限公司 | 天津一商友谊新天地广场 | 天津市滨江道208号                | 营业中 |
| 天津一商友谊股份有限公司 | 天津一商友谊新都市百货 | 天津市狮子林大街200号            | 营业中 |
| 天津一商友谊股份有限公司 | 天津一商友谊大港百货   | 天津市胜利街651号                | 营业中 |
| 天津一商友谊股份有限公司 | 天津一商友谊武清百货   | 天津市武清区京津公路与振华道交口 | 营业中 |

### 上海/广州
| 所属企业                 | 店名                           | 地址                   | 备注   |
| ------------------------ | ------------------------------ | ---------------------- | ------ |
| 上海友谊股份有限公司     | 上海友谊商店                   | 上海市北京东路40号     | 搬迁   |
| 上海友谊股份有限公司     | 上海虹桥友谊商城               | 上海市遵义南路6号      | 营业中 |
| 上海友谊股份有限公司     | 上海友谊百货南方店             | 上海市沪闵路7388号     | 营业中 |
| 上海友谊股份有限公司     | 上海友谊古玩商店（曹家渡总店） | 上海市长寿路1188号     | 营业中 |
| 上海友谊股份有限公司     | 上海友谊古玩商店（南京东分店） | 上海市南京东路800号    | 已停业 |
| 上海友谊股份有限公司     | 上海友谊古玩商店（华山分店）   | 上海市华山路9号        | 营业中 |
| 上海友谊股份有限公司     | 上海友谊古玩商店（北京西分店） | 上海市北京西路95号     | 营业中 |
| 广州友谊集团股份有限公司 | 广州友谊商店（环市东总店）     | 广州市环市东路369号    | 营业中 |
| 广州友谊集团股份有限公司 | 广州友谊商店（正佳分店）       | 广州市天河路228号      | 营业中 |
| 广州友谊集团股份有限公司 | 广州友谊商店（时代分店）       | 广州市天河北路28号     | 营业中 |
| 广州友谊集团股份有限公司 | 广州友谊商店（国金分店）       | 广州市珠江西路5号      | 营业中 |
| 广州友谊集团股份有限公司 | 广州友谊商店（佛山分店）       | 广东佛山市城门头路18号 | 已停业 |
| 广州友谊集团股份有限公司 | 广州友谊商店（南宁分店）       | 广西南宁市金湖路59号   | 营业中 |

## 备注
1. ↑  .   [2009-12-09]. （原始内容存档于2014-12-04）.